# Realitatea Star
Realitatea Star HD este un canal monden care difuzează atât știri din lumea mondenă, cât și alte lucruri și subiecte importante, fiind deținut de firma PHG Media Invest SRL. Coordonatorul atât acestei televiziuni, dar și a televiziunii soră, Realitatea Sportivă, este Anamaria Prodan, alături de Kamara Ghedi. Atât canalul Realitatea Star, cât și canalul Realitatea Sportivă, s-au lansat de Ziua Națională a României, mai exact, pe data de 1 decembrie 2021. De asemenea, ambele canale emit în formatul HD.
La început, televiziunea Realitatea Star retransmitea parțial Realitatea Plus și Realitatea Sportivă și avea propriile emisiuni.
Din data de 20 decembrie 2021, televiziunea Realitatea Star se află în grila operatorului RCS & RDS  dar a fost scos din grilă din 12 octombrie 2022. Din 8 martie 2022, Realitatea Star a intrat și în grila operatorului Orange România.
Începând din 16 ianuarie 2023 Realitatea Star a renunțat la retransmisia Realitatea Plus și are doar program propriu.